# Новичок (хімічна зброя)

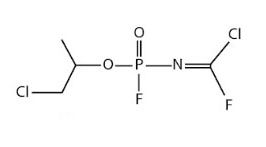
Новичок-5 (А-232)

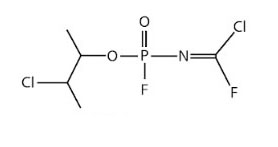
Новичок-7 (А-234)

Новичок (рос. Новичок, укр. новачок) — родина фосфорорганічних (карбонімідичні галогеніди фосфору) отруйних речовин нервово-паралітичної дії. Роботи над їхнім створенням почались у СРСР в середині 1960-х і тривали до початку 1990-х вже в РФ. Основну частину досліджень проводив Державний НДІ органічної хімії та технологій (Москва) та філія інституту у Вольську (Саратовська область). Перший представник цієї родини був синтезований Петром Кірпічовим 1972 року.
Організація із заборони хімічної зброї (ОЗХЗ) ухвалила рішення додати агент «Новичок» до свого списку заборонених отруйних речовин (список № 1 до Конвенції про хімічну зброю). 41 держава-член виконкому ОЗХЗ схвалила спільну пропозицію, подану США, Нідерландами та Канадою. Кожна зі 193 країн — членів ОЗХЗ мала 90 днів, щоб опротестувати це рішення. Після завершення всіх процедур «Новачок» став першою речовиною, доданою до списку № 1 з 1997 року, коли Конвенцію було прийнято.

## Основні властивості
Належить до четвертого (за іншими даними третього) покоління бойових отруйних речовин, створених в СРСР. Робота над ними розпочалася в 1960-ті роки та тривала до 1990-х років у рамках програми «Фоліант». У відкритих джерелах доступно мало інформації. Відомо про виготовлення декількох тисяч тонн речовини для випробувань, однак інформація про їхнє накопичення на складах у Радянському Союзі відсутня. Так само відсутня інформація про бойове застосування.
Спочатку отримали позначення К-84, згодом А-230. Сімейство складається з понад ста схожих сполук. Серед найперспективніших, з точки зору військового застосування, став варіант А-232 (Новичок-5).
Отруйні речовини класу «новичок» прямо не згадані в Конвенції про хімічну зброю, проте через надзвичайно високу отруйність та відсутність іншого практичного використання підпадають під загальні розділи Конвенції.
Інформація про отруйну дію на людину сполук «новичок» у відкритих джерелах відсутня, проте наявна інформація дозволяє стверджувати, що за оптимальних умов «новичок» у 5—10 разів отруйніший за агент VX.

## Виробництво
Про існування бойових отруйних речовин сімейства «Новичок» світ дізнався від Віла Мірзаянова, співробітника ДержНДІОХТ (Державний НДІ органічної хімії та технологій). Тривалий час розкриті ним дані залишалась єдиним джерелом інформації про програму «Фоліант» та створеного в її рамках сімейства отруйних речовин.
Слід зазначити, що хоча Віл Мірзаянов уперше розкрив інформацію про існування таємної програми зі створення хімічної зброї ще у вересні 1991 року, назву «Новичок» та програму «Фолиант» розкрив його колега Андрій Железняков (рос. Андрей Железняков).
За спогадами Віла Мірзаянова, отруйні речовини сімейства «Новичок» були вперше синтезовані Петром Кирпічовим (рос. Петр Кирпичев) під час роботи над докторською дисертацією. Однак його напрацювання були вкрадені директором інституту та передані сину.
На відміну від решти фосфорорганічних отруйних речовин, «Новичок» є, подібно до багатьох пестицидів, фосфатом. Протиотрути для нього створено не було і, ймовірно, її не існує. Однак можливо доступними антидотами є атропін і пралідоксім хлорид (2-PAMC1). Вочевидь, серед висунутих умов до нових отруйних речовин було й подолання протихімічного захисту імовірного супротивника, зокрема, уникнення виявлення звичайними засобами РХБЗ.
СРСР, а потім і РФ вживали надзвичайних заходів для приховування існування програми зі створення отруйних речовин «Новичок», аби уникнути включення їх до переліків заборонених речовин Конвенції про хімічну зброю. Масове виробництво та випробування агента А-232 було розпочате постановою першого секретаря ЦК КПРС Михайла Горбачова № 518-33 від 6 жовтня 1989 року.
У середині 1970-х років СРСР розпочав роботи над створенням хімічної зброї нового покоління. В 1978 році була побудована фабрика в Новочебоксарську, яка виготовила близько 15 тис. тонн «речовини-33». В 1988 році радянська армія взяла на озброєння унітарну отруйну речовину А-230. Згодом була створена схожа на неї унітарна отруйна речовина А-232, яка не була прийнята на озброєння. Ці отруйні речовини були виготовлені у «невеликих» кількостях для досліджень. Випробування нової хімічної зброї відбулося в 1989 та 1990 роках у Шиханах та Нукусі.
Ці три розробки (речовина-33, А-230 та А-232) послужили основою для створення бінарних отруйних речовин «Новичок». Схвалення з боку військових отримав подальший розвиток А-232, агент «Новичок-5». Прекурсори для його отримання є доволі звичайними органофосфатними сполуками, які можуть бути виготовлені на хімічних заводах із виробництва хімічних добрив або пестицидів. Завдяки цьому стає можливим приховане виробництво хімічної зброї в обхід Конвенції про її заборону, проте його виробництво пов'язане з надзвичайними ризиками та потребує спеціального обладнання й висококваліфікованих фахівців. Навіть їхнє застосування не може відбуватися без попередньої підготовки персоналу.
Згідно з наявною інформацією, речовина А-230 за нормальних умов є рідиною з токсичністю у 5—8 разів більшою за VX. На її основі було синтезовано сотні структурних варіантів для систематичних досліджень і випробувань. У результаті було створено похідні з метокси- та етоксичними функціональними групами та позначенням А-232 та А-234. Їхня токсичність перебуває на рівні VX, проте, порівняно з А-230, вони стійкіші й легше переносять вологість. Імовірно, були створені надзвичайно токсичні похідні, що перебувають у твердому стані за нормальних умов і мають гуанідиновий радикал замість амідинового (речовини А-242 та А-262).
За даними Віла Мірзаянова, сімейство «Новичок» було представлене такими зразками (станом на початок 1990-х років):
| Назва                             | Тип                                                         | Стан |
| --------------------------------- | ----------------------------------------------------------- | --- |
| Речовина-33                       | Унітарний, подібний до VX, прекурсор «Новичок»              | Вироблено 15 тис. т, задекларовано як VX                                                                              |
| А-230                             | Унітарний, прекурсор «Новичок»                              | Випробуваний в 1988—1989, взятий на озброєння в 1990 році, вироблено незначні кількості для досліджень                |
| А-232                             | Унітарний, подібний до А-230, прекурсор «Новичок»           | Вироблено незначні кількості для досліджень, на озброєння не прийнятий                                                |
| Новичок-5                         | Бінарний, оснований на А-232, у 5—8 разів токсичніший за VX | Випробуваний в 1989—1990 роках, виготовлено експериментальні партії (кілька тонн), прийнятий на озброєння в 1989 році |
| Новичок-# (точна назва не відома) | Бінарний, заснований на Речовині-33                         | Випробуваний 1988—1989, прийнятий на озброєння в 1990, вироблено експериментальні партії (кількадесят тонн)           |
| Новичок-7                         | Бінарний, в 10 разів токсичніший за зоман                   | Випробуваний в 1993, вироблено експериментальні партії (кількадесят тонн)                                             |

### Таємні дослідження та виробництво
Міністр закордонних справ Великої Британії Борис Джонсон 18 березня 2018 року звинуватив Російську Федерацію в порушенні Конвенції. За його словами, Велика Британія має дані розвідки, згідно з якими
…протягом попередніх 10 років Росія не лише досліджувала можливість використання отруйних речовин нервово-паралітичної дії для вбивств, а й виробляла та накопичувала «Новичок».
15 жовтня 2020 року Європейський Союз наклав санкції на шістьох російських високопосадовців та науково-дослідний інститут через використання отруйної речовини сімейства «Новичок» при отруєнні Олексія Навального. Російська сторона заявила, що всі дослідження та виробництво всіх видів хімічної зброї було припинене після ратифікації Конвенції в 1997 році.
Натомість спільне розслідування активістів групи Bellingcat, видань The Insider та Der Spiegel, при підтримці з боку журналістів-розслідувачів RFE/RL, здобуло докази того, що Російська Федерація таємно продовжує дослідження та виробництво бойових отруйних речовин сімейства «Новичок». Було встановлено, що військові науковці, які працювали над цією програмою в Міністерстві оборони СРСР та РФ, були розподілені серед декількох дослідницьких установ, які й надалі проводили дослідження. Ці дослідження було приховано за дослідженнями антидотів до фосфороорганічних отруйних речовин.
Розслідувачі вважають, що починаючи з 2010 року дослідження та розробка хімічної зброї на основі «Новичок» зосереджені в Державному інституті експериментальної військової медицини при міністерстві оборони в Санк-Петербурзі («ГНИИ ВМ»), та, імовірно, при підтримці науковців з центру «Сигнал» («НЦ Сигнал»).

## Застосування

### Отруєння Ківеліді
Існують підстави вважати, що із використанням похідної від програми «Фолиант» (речовини А-232) 4 серпня 1995 року в Москві був убитий російський підприємець Іван Ківеліді. Отрутою була змащена слухавка його телефону. Унаслідок отруєння загинула його секретарка та патологоанатом, що проводив розтин тіла. Слідчим вдалося простежити джерело походження отрути: ним виявилася лабораторія в закритому місті Шихани. Співробітник лабораторії, який і синтезував отруту, був засуджений за перевищення повноважень — отримав один рік ув'язнення умовно.
Ківеліді — не перший, хто загинув від «Новичка». У травні 1987 року Андрій Железняков працював над створенням речовини А-232, коли внаслідок збою в роботі вентиляційного обладнання він отруївся випарами. Йому стало зле, він отримав дозу антидота, від чого йому дещо полегшало. Дорогою додому знепритомнів та був доправлений до лікарні. У лікарні приставлений до нього співробітник КДБ робив усе, аби приховати причини отруєння від лікарів, але вони все одно зрозуміли, що відбувається, та ввели атропін. Потерпілому стало легше, але від усіх наслідків отруєння позбутись не вдалося і до кінця життя він залишився хворим. Помер 1993 року на самоті, розлучений. Перед смертю, 1992 року, відкрито виступив на захист Віла Мірзаянова.

### Отруєння в Болгарії
28 квітня 2015 року був отруєний болгарський бізнесмен, виробник зброї Емільян Гебрев. Йому стало зле, він впав у кому. Два дні потому симптоми сильного труєння з'явились у менеджера з виробництва його компаній Валентина Тахчієва. Дещо легші симптоми отруєння з'явились в його сина, Кристо Гебрева, 4 травня 2015 року.
Емільян Гебрев та Валентин Тахчієв були доправлені до лікарень у тяжкому стані. Гебрев потрапив до шпиталю при військово-медичній академії в Софії, а Тахчієв у клініку «Пирогов». Оскільки на той час версія навмисного отруєння хімічною зброєю не розглядалась, обидва отримали допомогу від отруєння невідомою органофосфатною сполукою нервово-паралітичної дії.
Слідство вважає, що група офіцерів російського ГРУ (підрозділ зі складу ВЧ 29155) здійснила замах на життя Гебрева. Для цього вони нанесли невстановлену отруту на ручку дверцят його автомобіля.
Коли Гебреву стало краще і він проходив реабілітацію, 28 травня 2015 року було здійснено повторний замах на його життя отрутою.
Розкрити справу по гарячих слідах не вдалось і згодом її було закрито. Однак в 2019 році розслідування було повторно відкрито та оголошено підозри трьом офіцерам ГРУ: Денису Сергеєву, Сергію Лютенку та Єгору Гордієнку. Їх було оголошено в розшук Інтерпол.
Слідчим не вдалось достеменно встановити отруту. Хоча є всі підстави вважати, що це була речовина з сімейства «Новичок». В лютому 2019 року Британський уряд погодився допомогти болгарським слідчим здійснити повторні аналізи з метою вивчення їх на наявність «Новичка».

### Отруєння Скрипаля
У виступі перед парламентом 12 березня 2018 року прем'єр-міністр Британії Тереза Мей заявила, що замах на вбивство колишнього російського офіцера ГРУ Сергія Скрипаля 4 березня того ж року був здійснений із використанням отруйної речовини нервово-паралітичної дії із сімейства «Новичок». Окрім самого Скрипаля була отруєна його донька.
Лікарі оглянули 21 людину (як працівників екстрених служб, так і членів громадськості); трьох поліцейських довелось відправити до лікарні, — у двох були легкі симптоми, а один, детектив Нік Бейлі, опинився в реанімації. Станом на 11 березня Скрипаль та його донька перебували у тяжкому стані, а детектив Бейлі вже в стабільному.
Міністр закордонних справ Великої Британії Борис Джонсон повідомив російського посла про вимогу надати «повну та вичерпну інформацію» про стан програми «Новичок» Організації із заборони хімічної зброї до кінця вівторка (13 березня). Якщо російській владі не вдасться надати переконливу та правдиву інформацію (англ. credible response), уряд Великої Британії вважатиме цей випадок незаконним застосуванням сили Російською Федерацією проти Об'єднаного королівства.
За словами Віла Мірзаянова, «Новичок» був навмисно створений для того, аби завдавати непоправної шкоди. Навіть якщо і вдасться врятувати життя Сергію Скрипалю та його донці, вони до кінця своїх днів залишаться інвалідами та потребуватимуть спеціалізованої медичної допомоги.
Волонтери групи Bellingcat змогли встановити зв'язок між третім підозрюваним у скоєнні замаху на Скрипалів, Денисом Сєргєєвим (псевдо рос. Сергей Вячеславович Федотов), та замахом на життя на болгарського підприємця Емільяна Гебрева 28 квітня 2015 року в Софії. Після вечері з бізнес-партнерами Гебреву стало зле, його було доправлено до військового шпиталю в Софії, де протягом кількох тижнів його життя висіло на волосині. Лабораторні аналізи виявили отруту фосфорорганічної групи. Фахівці припустили отруєння пестицидами. Проте лабораторія не проводила аналіз на наявність саме «Новичка», оскільки на той час ця отруйна речовина в офіційних списках ОЗХЗ не знаходилась.

### Дон Старджесс та Чарлі Роулі
30 червня 2018 року після контакту із предметом, вкритому «Новачком», до лікарні була доставлена пара цивільних громадян: Дон Старджесс (англ. Dawn Sturgess, мати трьох дітей, вік 44 роки) та Чарлі Роулі (англ. Charlie Rowley, вік 45 років). Внаслідок отруєння 8 липня Дон Старджесс загинула. Поліція розпочала слідство щодо її вбивства.

### Отруєння Навального
20 серпня 2020 року був отруєний російський політик Олексій Навальний. Йому стало зле в літаку, який летів із Томська до Москви. Згодом Навальний впав у кому, а 24 серпня був перевезений у берлінську клініку «Шаріте» на лікування. За даними німецької влади, Навальний був отруєний «Новичком».
Сліди отруйної речовини з групи «Новичок» були знайдені лабораторією ЗС Німеччини (Бундесверу). Дослідження було проведене за запитом клініки «Шаріте». 2 вересня 2020 року результати аналізів було офіційно оприлюднено урядом Німеччини. 14 вересня ще дві лабораторії (з Франції та Швеції) підтвердили отруєння Навального саме «Новичком».
14 вересня Олексія відключили від апарату ШВЛ, він може вставати з ліжка. 15 вересня Олексій опублікував перше фото в Інстаграмі з повідомленням, що він нарешті може дихати сам, без апарата штучного дихання.
Зі згоди Навального колектив з 14 лікарів клініки Шаріте опублікував у рецензованому журналі The Lancet наукову статтю-звіт «Novichok nerve agent poisoning» де у подробицях описали перебіг хвороби та курс лікування.
Подальше розслідування активістів групи Bellingcat, журналістів російського видання The Insider та німецького Der Spiegel виявило докази причетності групи отруйників Навального з НДІ-2 до загибелі принаймні трьох інших людей. Деякі із замахів були скоєні за підтримки співробітників Служби захисту конституційного ладу ФСБ:
- журналіст Тимур Куашев, 26 років, тіло знайдене неподалік Нальчика 31 липня 2014 року. Офіційна причина смерті — серцева недостатність. Експертиза біологічних зразків жертви, зроблена в НДІ-2, отрути не виявила.
- активіст лезгинського руху «Садвал» Руслан Магомедрагімов, тіло знайдене в Каспійську 24 березня 2015 року. Офіційна причина смерті — удушення, але жодних ознак фізичного насильства знайдено не було.
- активіст різних провладних організацій Микита Ісаєв, помер 16 листопада 2019 року в потязі Тамбов-Москва. Офіційна причина смерті — серцевий напад.

Подальше розслідування встановило, що ці підрозділи ФСБ можуть бути причетні до отруєнь російського опозиційного діяча Володимира Кара-Мурза невстановленою речовиною в 2015 та 2017 роках.
Також ці підрозділи можуть бути причетними до отруєння російського письменника Дмитра Бикова невстановленою отруйною речовиною в квітні 2019 року в Єкатеринбурзі. Бикову стало зле під час перельоту Єкатеринбург-Уфа, п'ять діб він перебував у комі та зрештою був переведений до Інституту нейрології в Москві, звідки був виписаний 26 квітня 2019 року.